# Widders Kohlröschen
Widders Kohlröschen (Nigritella rubra subsp. widderi) wurde nach dem österreichischen Botaniker Felix Joseph Widder (1892–1974) benannt und  gehört zur Gattung Kohlröschen (Nigritella) der Familie der Orchideen (Orchidaceae). Sie wird von manchen Autoren aber auch als eigene Art angesehen und heißt dann Nigritella widderi Teppner & E. Klein (Syn.: Gymnadenia widderi (Teppner & E. Klein) Teppner & E. Klein).

## Beschreibung
Die ausdauernde krautige Pflanze erreicht Wuchshöhen von 5 bis 20 Zentimetern.
Der Blütenstand ist kurz beziehungsweise halbkugelig-kurz eiförmig. Die Blüten erscheinen anfangs dunkelrosa, später immer heller werdend bis fast weiß. Der Blütenstand ist somit mehr oder weniger ausgeprägt zweifarbig. Alle Blütenhüllblätter sind an der Spitze dunkler als am Grund.
Nigritella widderi ist das am frühesten blühende Kohlröschen: Blütezeit ist Mitte Juni bis Anfang August.

## Vorkommen
Das Verbreitungsgebiet der Art umfasst die nördlichen Kalkalpen Bayerns und Österreichs sowie das Grazer Bergland. Ein weiteres Vorkommen gibt es in den Abruzzen.
Als Standort werden Kalkmagerrasen bevorzugt.

## Naturschutz
Widders Kohlröschen ist in Deutschland durch die BArtSchV besonders geschützt.

## Besonderheiten
Wie alle Arten der Gattung Kohlröschen duftet die Pflanze intensiv nach Vanille.
Widders Kohlröschen ist tetraploid; das heißt, es hat einen vierfachen Chromosomensatz. Die Samenbildung erfolgt ungeschlechtlich.

## Taxonomie
Widders Kohlröschen wurde 1985 von Herwig Teppner und Erich Klein in Phyton (Horn) Band 25 Seite 318 als Nigritella widderi Teppner & E. Klein erstbeschrieben. Die Art wurde 1998 von Teppner und E. Klein in Phyton (Horn) Band 38, Seite 222 als Gymnadenia widderi (Teppner & E. Klein) Teppner & E. Klein in die Gattung Gymnadenia gestellt. Ein Synonym ist Nigritella rubra subsp. widderi (Teppner & E. Klein) H. Baumann & R. Lorenz.